# Marion Heights
Marion Heights és una població dels Estats Units a l'estat de Pennsilvània. Segons el cens del 2000 tenia 735 habitants.

## Demografia
Segons el cens del 2000, Marion Heights tenia 735 habitants, 314 habitatges, i 212 famílies. La densitat de població era de 1.493,6 habitants/km².
Dels 314 habitatges en un 24,5% hi vivien nens de menys de 18 anys, en un 48,7% hi vivien parelles casades, en un 13,7% dones solteres, i en un 32,2% no eren unitats familiars. En el 29,9% dels habitatges hi vivien persones soles el 15,6% de les quals corresponia a persones de 65 anys o més que vivien soles. El nombre mitjà de persones vivint en cada habitatge era de 2,34 i el nombre mitjà de persones que vivien en cada família era de 2,89.
Per edats la població es repartia de la següent manera: un 19,2% tenia menys de 18 anys, un 6,5% entre 18 i 24, un 26,9% entre 25 i 44, un 26% de 45 a 60 i un 21,4% 65 anys o més.
L'edat mediana era de 43 anys. Per cada 100 dones de 18 o més anys hi havia 88,6 homes.
La renda mediana per habitatge era de 29.107 $ i la renda mediana per família de 37.500 $. Els homes tenien una renda mediana de 31.029 $ mentre que les dones 21.250 $. La renda per capita de la població era de 15.772 $. Entorn del 5,3% de les famílies i el 5,9% de la població estaven per davall del llindar de pobresa.

## Poblacions més properes
El següent diagrama mostra les poblacions més properes.